# Église Notre-Dame-de-l'Assomption de Valloire
Pour les articles homonymes, voir Notre-Dame-de-l'Assomption.
La église Notre-Dame de l'Assomption est située sur la commune de Valloire dans le département de la Savoie.
L'église fait l’objet d’un classement au titre des monuments historiques depuis le 20 septembre 1945.

## Histoire

### Origines
La première mention du village de Valloire remonte à l'année 1038, selon Samuel Guichenon et Joseph-Antoine Besson. La tradition indique que la première église a été dédiée à saint Pierre, mais sans preuve. Il n'existe par ailleurs aucune mention permettant d'indiquer quand l'église est devenue paroissiale.

### Construction de l'église
Au début du XVIIe siècle, l'église semble être devenue trop petite. L'évêque de Saint-Jean-de-Maurienne, Mgr Milliet (1609), puis son successeur Charles Bobba (1622), ordonnent que l'édifice soit agrandi. Le choix est fait de la reconstruire.
Un projet s'élabore entre 1623 et 1640. La tradition locale raconte que chaque paroissien se rendant à la messe apportait avec lui une pierre et que lors des jours de fêtes ou en fin de journée, ils organisaient une chaîne pour les déplacer. Les travaux débutent en 1660. Le projet et les travaux sont dirigés par le Révérend Père Dupré, pour les années 1639 à 1682, puis par le Révérend Bertrand Martin à partir de 1679. Le choix se porte sur un style baroque. Il faut attendre le 22 juillet 1682 pour voir le nouvel édifice consacré par l'évêque Hercule Berzet (Berzetti).

### Campagne de restauration
Des travaux de rénovation ont été réalisés sur la façade de l'église, ainsi que les autels et les tableaux au cours des années 2000 et 2006.

## Description
L'église est constituée d'une nef unique avec un transept bas, en forme de croix latine,. Elle accueille huit autels latéraux et le chœur possède un maître-autel organisé autour d'un triptyque,. La pierre grise utilisée pour la construction est originaire de la région.

### Façade et extérieurs

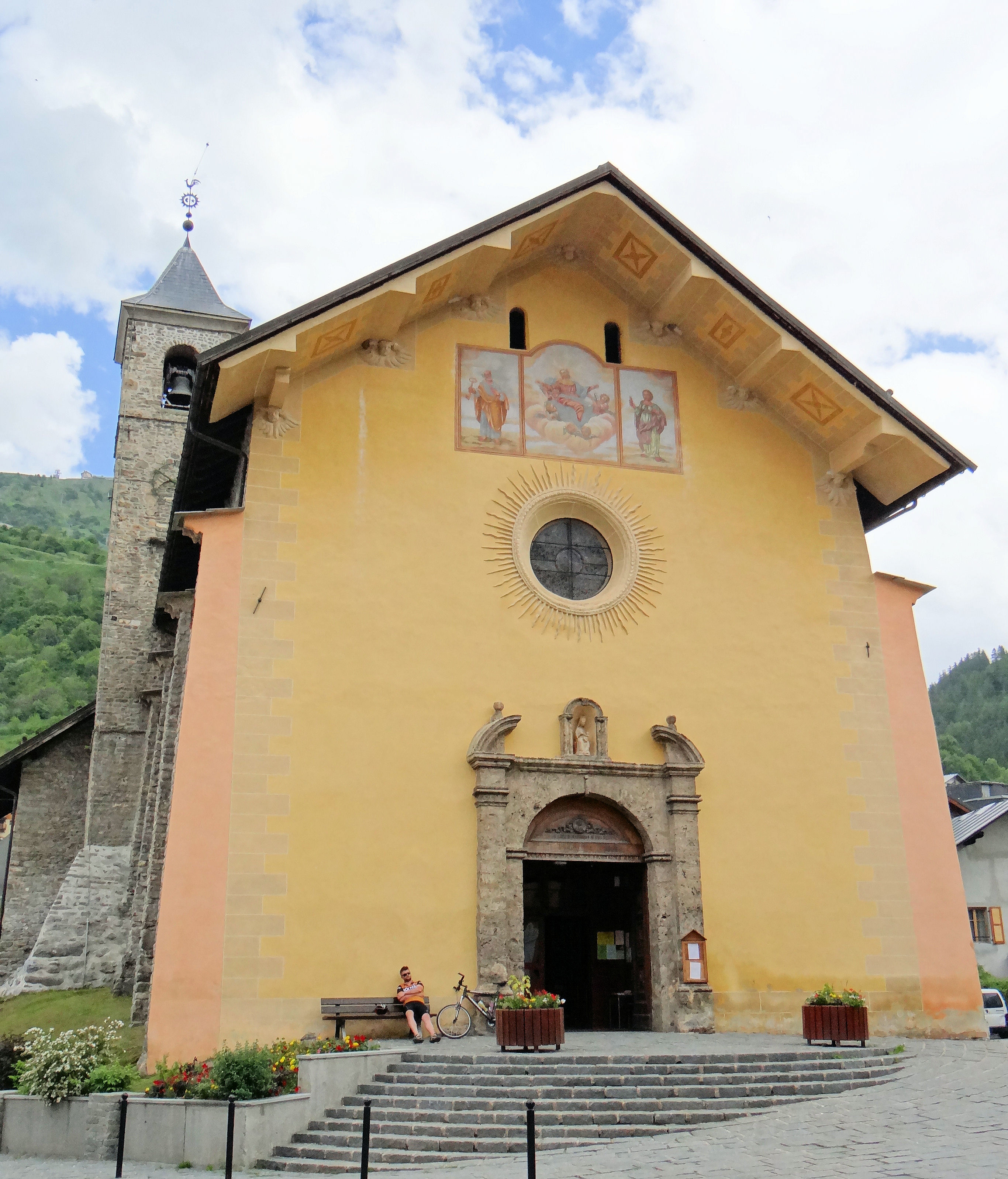
Façade.
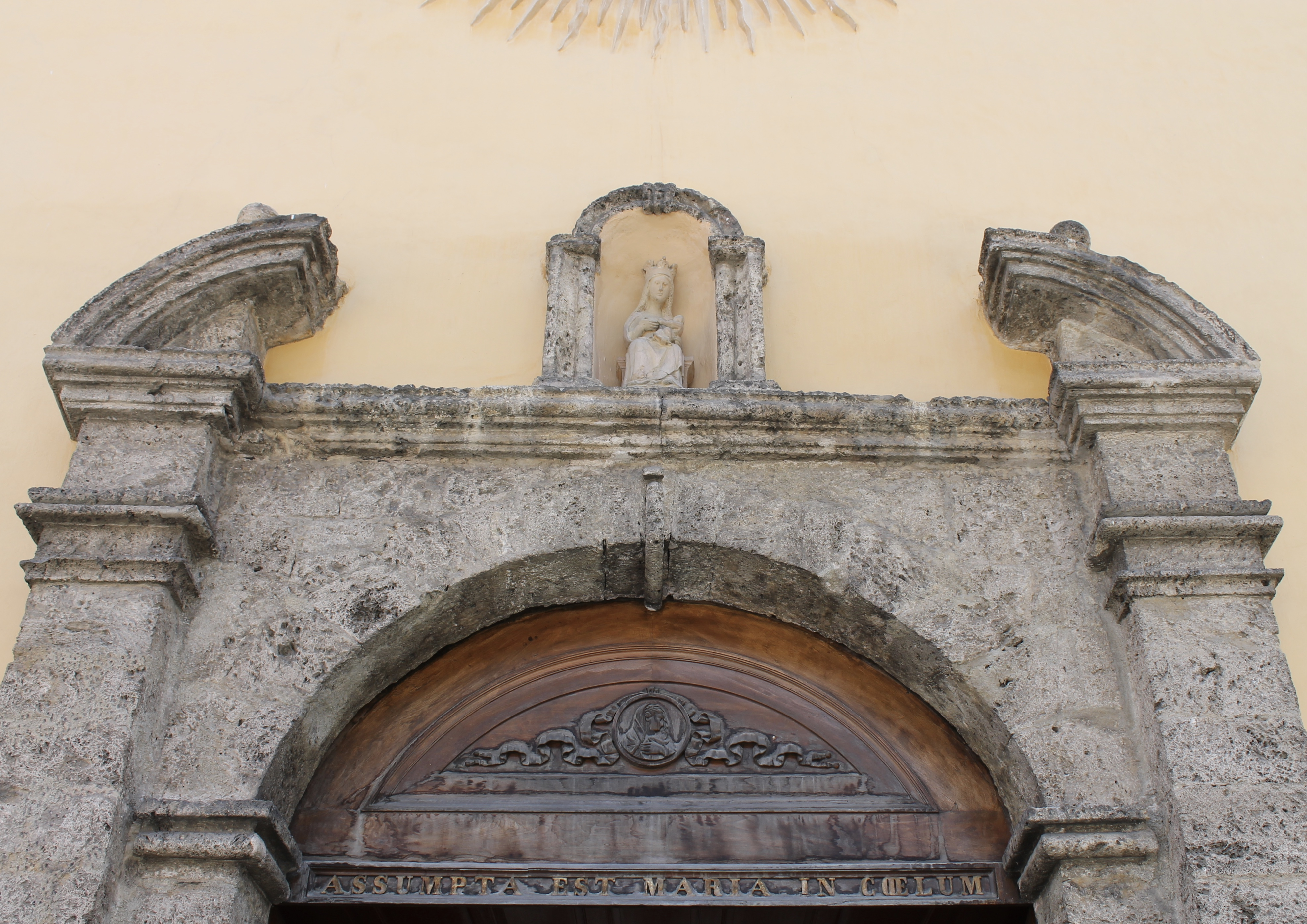
Portail.
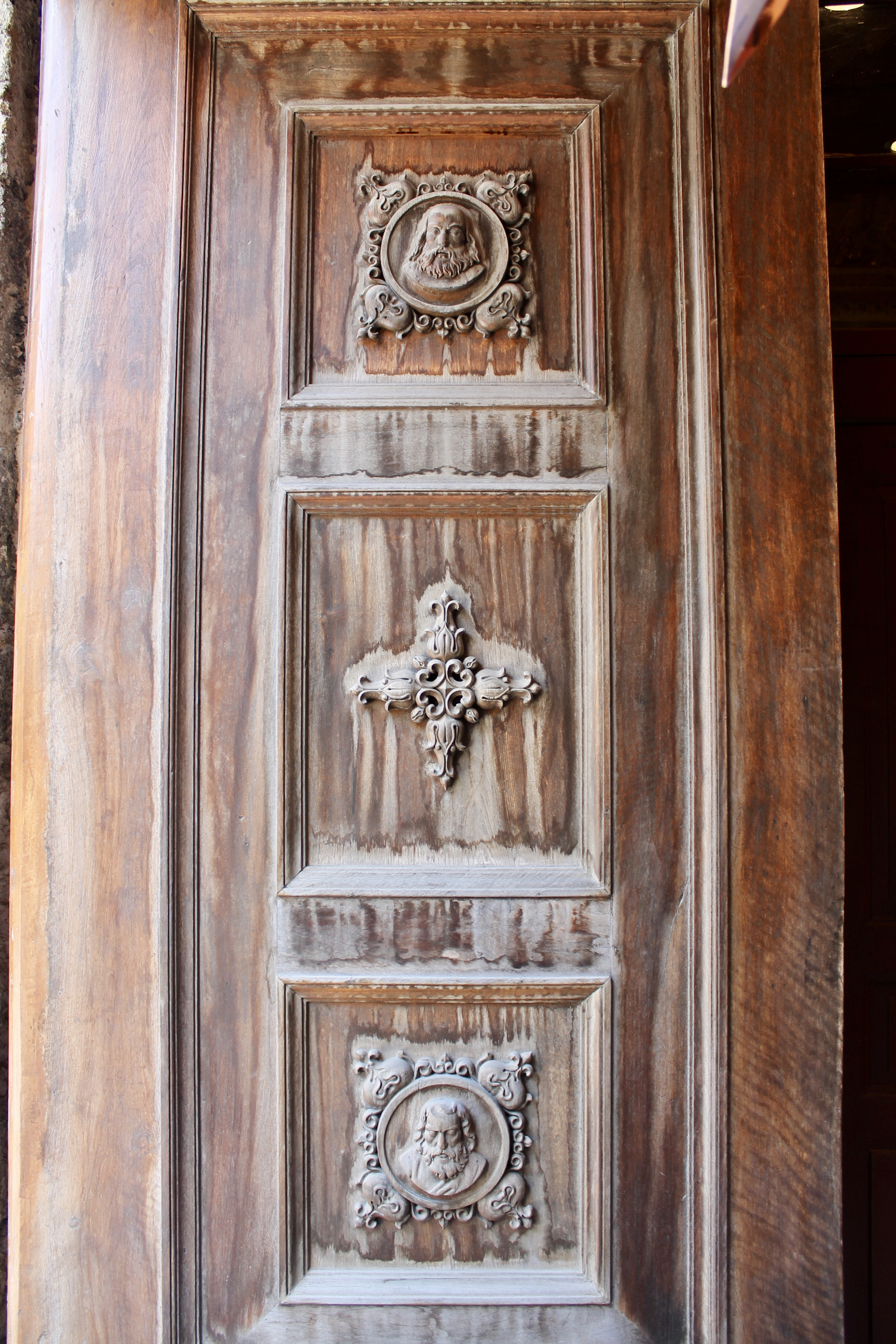
Porte sculptée.
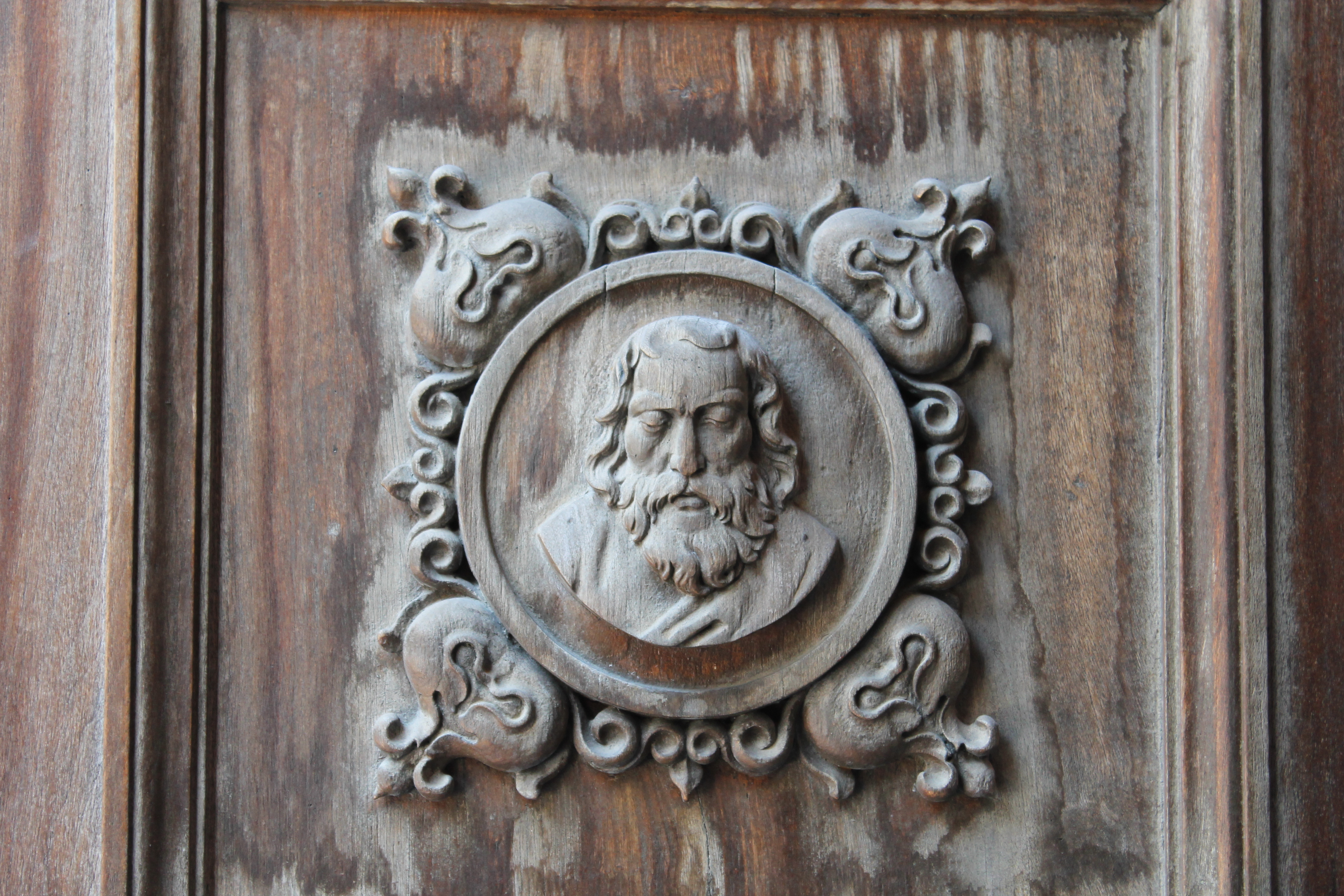
Détails de la porte sculptée.

### Le chœur
Le chœur, à fond plat, se présente sous une voûte polygonale en cul-de-four
.

#### Le retable majeur

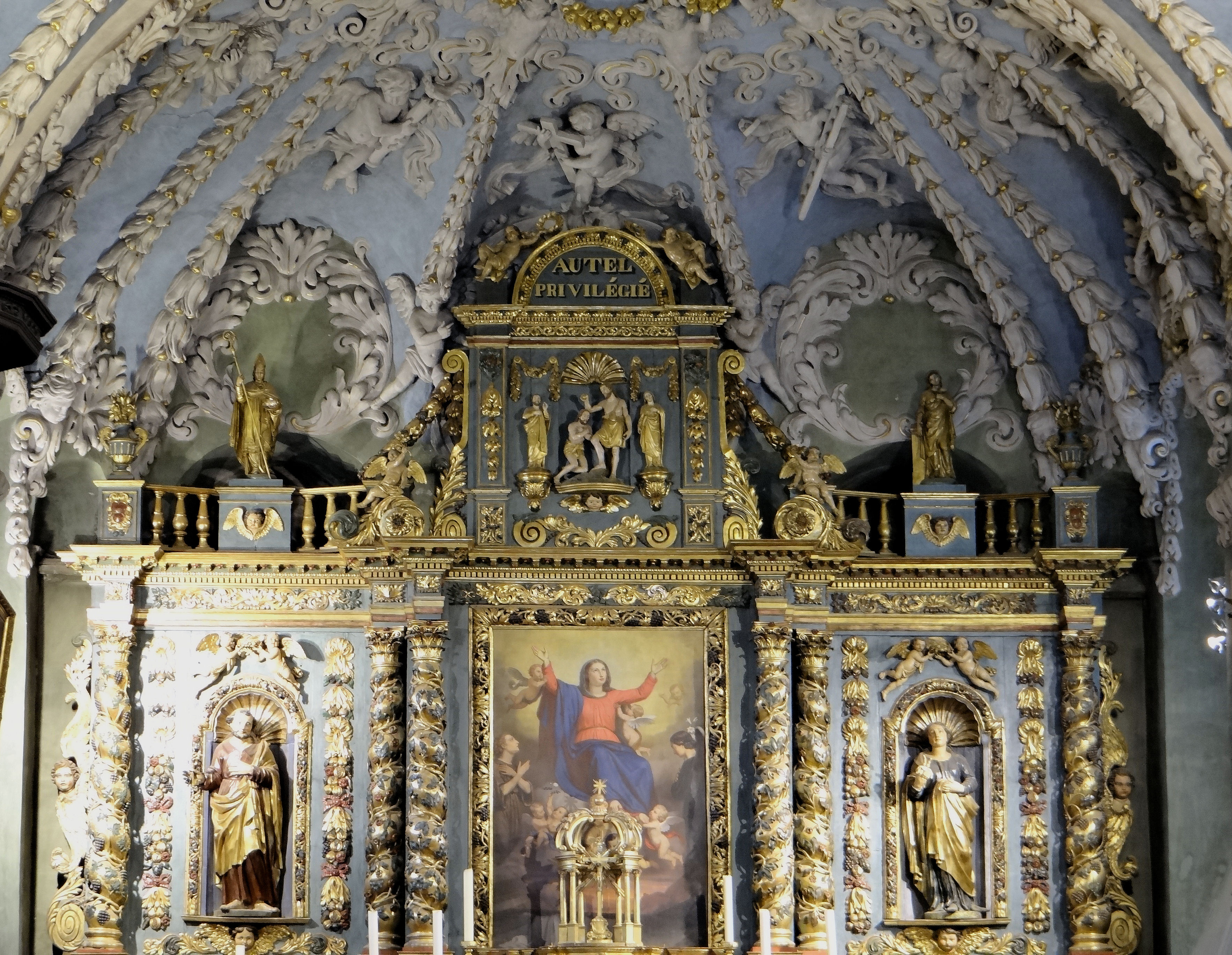
Retable du maître autel.
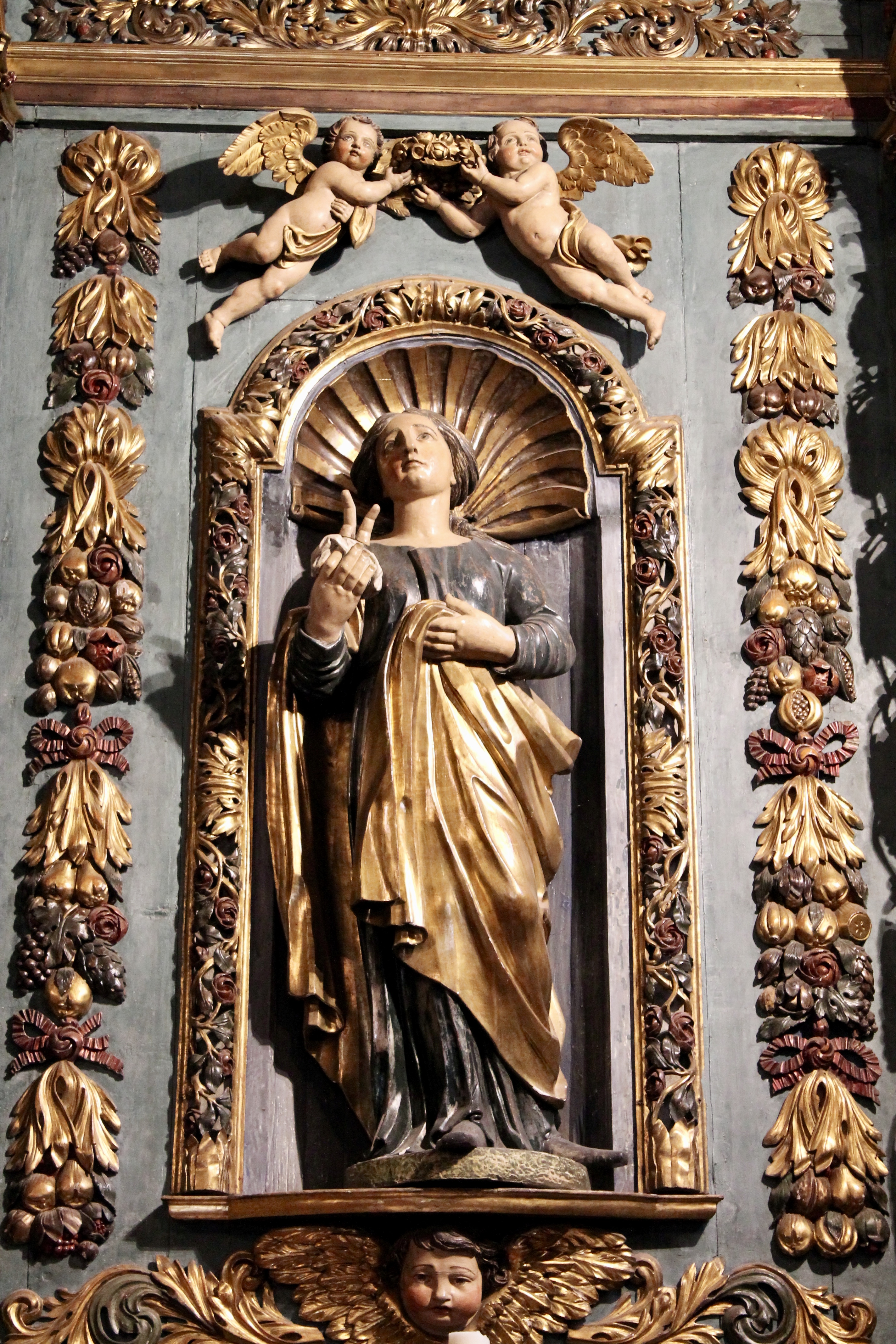
Statue en bois de Saint Thècle de Valloire.
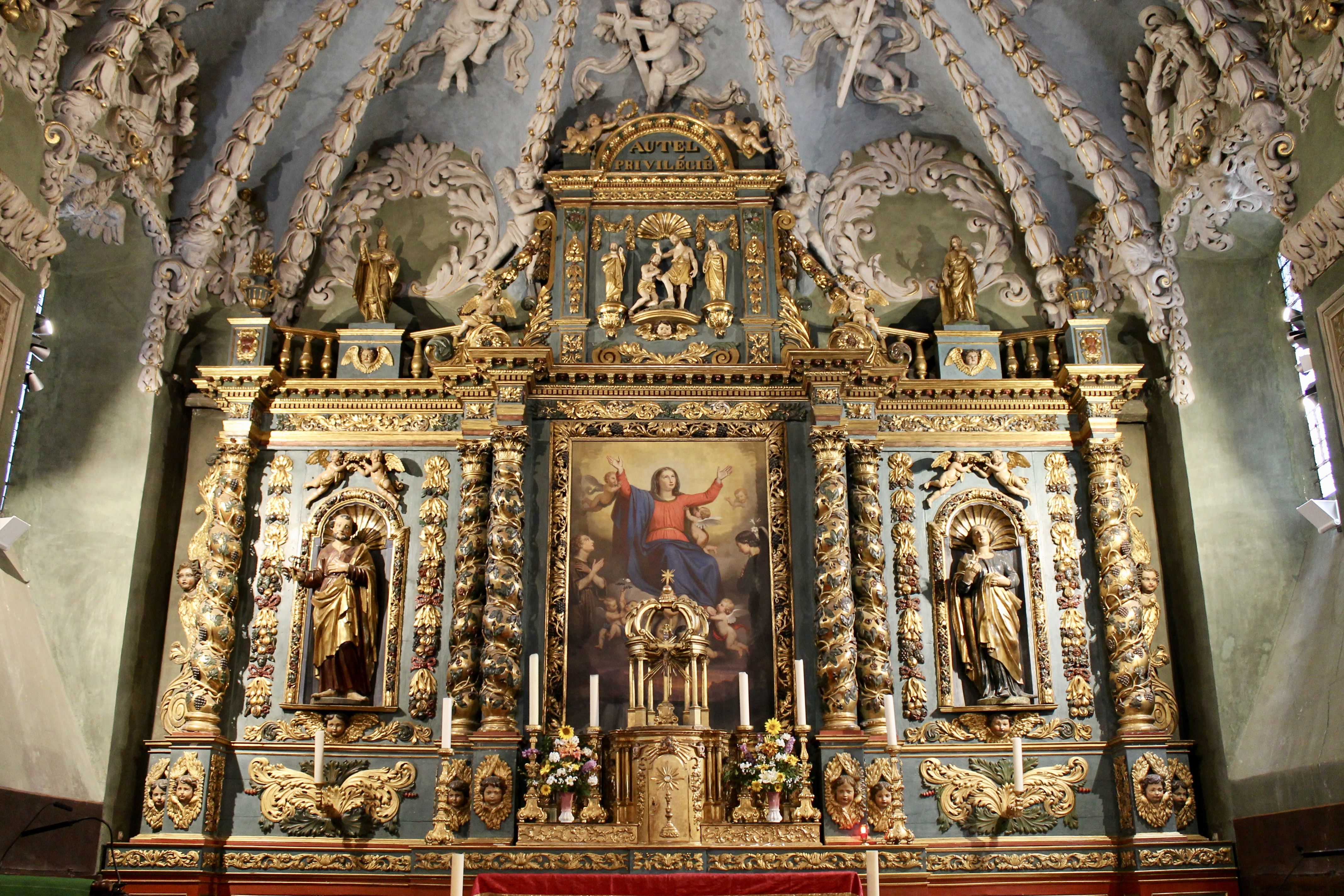
Retable du maître autel.

Le retable a été réalisé par l'artiste François Rymellin (voir ci-après), en 1673,. Il a été restauré en 1852,.
Il s'agit d'un retable réalisé en noyer, sur lequel sont sculptés six colonnes torses. Deux statues en bois polychrome d'environ deux mètres se trouvent de chaque côté du tabernacle,. Sur la gauche, saint Pierre et, à droite, sainte Thècle. Cette dernière est une sainte locale qui aurait vécu de la fin du Ve siècle-début VIe siècle,. Elle est représentée avec des reliques — deux doigts — de Jean le Baptiste qu'elle aurait rapportée d'un pèlerinage en Terre Sainte,.

### La nef
La nef présente un plan voûté d'arêtes,, « avec doubleau séparatif et cartouche sommital à décor »

#### Autels
L'édifice possède huit autels latéraux dédiés chacun à un saint, :
- Saint Sébastien (le plus ancien) ;
- Saint Antoine ;
- Rosaire ;
- Sacré-Coeur ;
- Notre-Dame du Sacré Coeur et St François de Sales, surmonté d'un tableau de Dufour représentant le couronnement de la Vierge (1682) ;
- Sainte Philomène ;
- Saint Joseph ;
- Vierge.

#### Peintures et gypseries

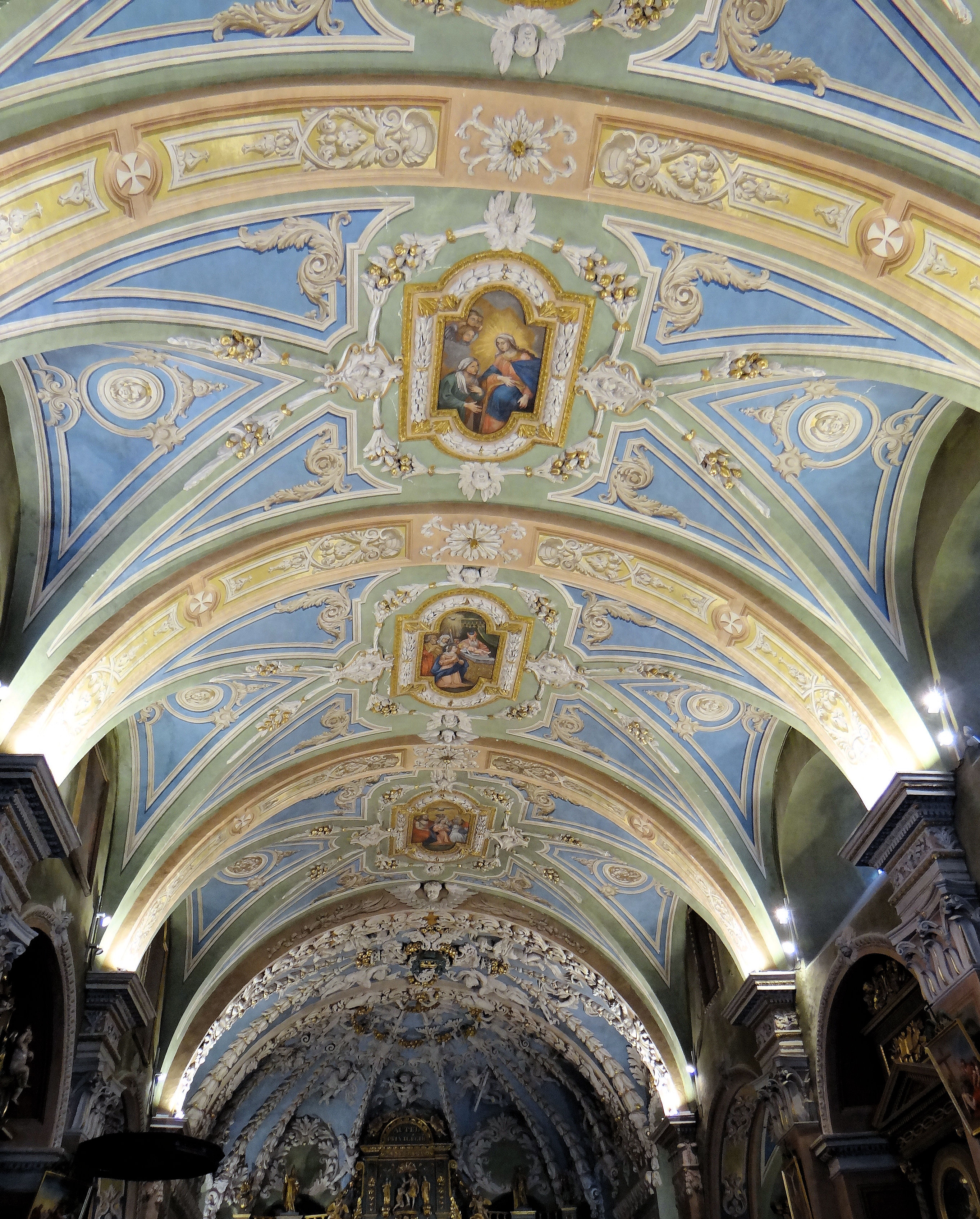
Peinture du plafond.

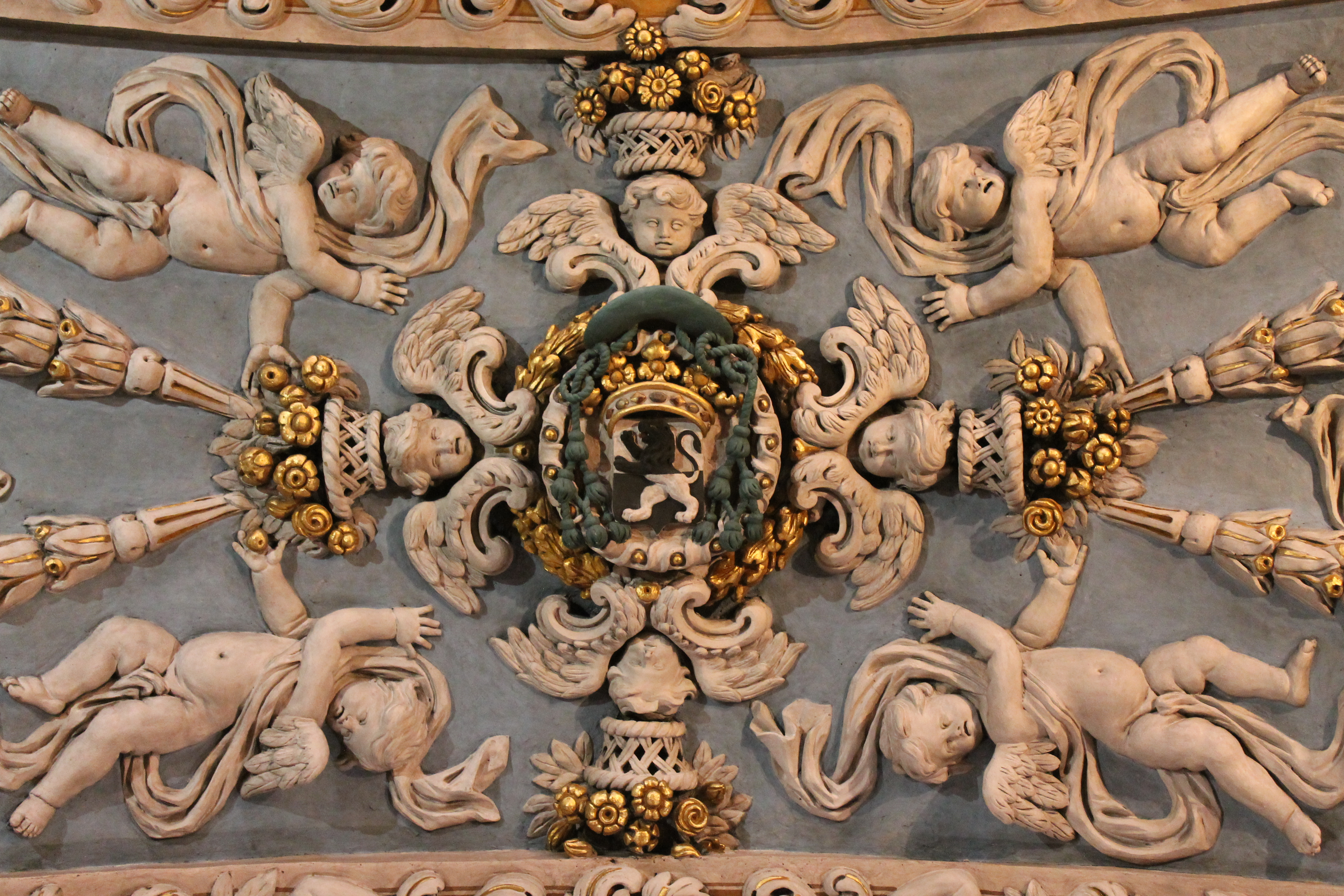
Détail des gypseries de l’ église de Valloire, armes de Mgr Berzetti.

Les armes — "coupé de sable et d'argent, au lion de l'un en l'autre" — de Mgr Hercule Berzet/Berzetti ont été peintes sur le plafond (photographie ci-contre).

### Artistes et artisans
L'ensemble a été réalisé par François Rymellin, originaire de Durbach (Bade),. Son nom n'a été découvert qu'à l'issue d'une recherche aux Archives départementales de la Savoie en mars 1989.
Il est le fils d'un sculpteur installé à Chambéry, Louis Rymellin,. Une convention est passée avec la communauté de Valloire afin de réliaser le « retable du Cœur [sic] de l'Eglise »,. Ce dernier reste à Valloire plus de onze ans. Son fils, Charles-François, reçoit le baptême à Valloire.
Il fait engager, en 1678, les stucateurs Louis Gavy et Dominque Crotex, et leurs valets afin de réaliser les différentes gypseries.